# Cotta ergodes
Cotta ergodes är en fjärilsart som beskrevs av Eugen Wehrli 1936. Cotta ergodes ingår i släktet Cotta och familjen mätare. Inga underarter finns listade i Catalogue of Life.